# Сјеверна Двина
Сјеверна Двина (рус. Се́верная Двина́) је ријека на сјеверу европског дијела Русије. Тече кроз Вологдску и Архангелску област, у дужини од 744 km, а улијева се у Двинском заливу Бијелог мора. Ријеку треба разликовати од Западне Двине.
Настаје спајањем ријека Југа и Сухоне, па је пловна цијелим својим током. Највише се користи за превоз дрвених трупаца. Сјевернодвински канал спаја Сјеверну Двину са Волшко-балтичким воденим путем.
Од извора према ушћу налазе се сљедећи важнији градови:
- Велики Устјуг
- Котлас
- Новодвинск
- Архангељск
- Северодвинск — морска лука.

## Главне притоке
Ријека Сјеверна Двина настаје спајањем ријека Југа и Сухоне, док су остали притоци — Пинега, Уфтуга, Вага, Вичегда и Емца.

## Етимологија
Према речима Макса Весмера у његовом делу "Етимолошки речник", река је добила име од Западне Двине. Топоним Двина не потиче из уралског језика; Ипак, њено порекло је нејасно. Вероватно је то реч која је значила реч "река" или "поток".
На комском језику ријека се зове Вы́нва / Výnva од „вин” — „моћ” и „ва” — „вода”, „река” и одатле: „моћна река”.

## Физичка географија

### Слив реке
Дужина Сјеверне Двине је 744 km (462 mi). Заједно са својом главним притоком, Сухоном, дуга је 1.302 km (809 mi) - дугачка као и река Рајна у централној и западној Европи. Подручје њеног басена је 357.052 km2 (137.859 sq mi) - величине западне државе Монтана у Сједињеним Државама. Слив Сјеверне Двине обухвата главне делове Вологданске области и Архангелске области, као и подручја у западном делу Републике Комија и северни део Кировске области и мање области на северу Јарославске области и Костромски области. Градови Архангељск и Вологда, као и многи мањи градови, који су од историјског значаја као што су Велики Устјуг и Тотма налазе се у сливу реке Сјеверне Двине.
Басен Сјеверне Двине је отприлике облика слова Т. 558 km (347 mi) дуга река Сухона тече источно и улива се у слив западне реке Вичегда (1.130 km (700 mi) дуга). Комбинована река тече северозападно у Бело море, које се спајају у близини града Архангељск.
Гледајући ближе, Сухона тече источно и спаја се са реком Југ која тече северно у Великом Устјугу. Комбиновани ток, који се сада зове Сјеверна Двина, тече северно око 60 km и преузима ток западно пловне реке Вичегде код Котласа, а затим се окреће северозападно како би се улила у Бело море. Сухона-Вичегдаје била важна путна саобраћајница исток-запад, док је Сјеверна Двина-Југ био пут ка северу-југу. Горња Сухонасада повезује канал Сјеверна Двина на воденом путу Волга-Балтик, који повезује Санкт Петербург у Москву.

### Речни ток
Река Сухона тече источно, потом североисточно, придружује се реци Југ код Великог Устјууга и стиче назив "Сјеверна Двина". Ауто-пут П157 повезује град Кострома са Котласом преко Никољска и Великог Устјуга. Северно од Великог Устјга, ауто-пут прати леву обалу Сјеверне Двине. Река тече око 60 km (37 mi) северно прелазећи из Вологданске области у Аркхангелску област, где се у граду Котлас улива западно пловна река Вичегда која извире на северу Урала. Пошто је на ушћу реке, дужина Вичегде већа од оне у Сјеверној Двини, река између извора и ушћа са Вичегдом понекад је позната као Мала Сјеверна Двина (рус. Малая Северная Двина). У непосредној близини низводно од ушћа, преко Сјеверне Двине пролази пруга која повезује Коношу са Котласом и Воркутом.
Сјеверна Двина током креће северозападно и у њу се улива низ мањих река као што су Уфтјуга и Нижнаја Тојма, обе са североистока. Близу градског насеља Березник, река Вага долази са југа. У том делу, постоји ауто-пут М8, који иде од Москве преко Вологде до Архангељска. Река Емца се улива са југоистока, пратећи П1 ауто-пут (од Каргопоља) који је налази паралелно. Река Пинега, која је раније била важна речна рута, улива се са истока. У близини ушћа реке Пинега, река се раздваја на неколико канала, међу којима је и древно село Холмогори 75 km (47 mi) југоисточно од Архангељска. Гране се поново спајају и пролазе кроз модеран дрвосечарски град Новодвинск.
Низводно од Новодвинска, почиње 900 km2 (350 sq mi) дуга речна делта. У узводном делу делте налази се велика лука Архангељск. Постепено је заменила Холмогори као главни град у региону. На југозападној страни делте је поморска основа Северодвинск, други по величини град у региону. Делта се завршава у заливу Двина, Белог мора.

## Навигација и канали
У току лета целокупна дужина реке је пловна и доста се користи за рафтинг на дрвету. Канал Сјеверне Двине повезује се са воденим путем Волга-Балтик. У 19. веку, краткотрајни Канал Северне Екатерининске, који је сада напуштен, прикључио се басену Сјеверне Двине са базеном реке Кама. Године 1926. године изграђен је канал Кулој-Пинега Канал који повезује Пинегу, једну од главних притока Сјеверне Двине, са Кулојем, међутим, тренутно је канал претежно занемарен.

## Историја
Подручје су изворно населили Угро-фински народи, а затим их је колонизовала Новгородска република. Једини изузетак био је Велики Устјуг, који је био део Владимир-Суздаљ кнежевине. Остатак слива Сјеверне Двине је управљао Новгород. Велики Устјуг се прво спомиње у хроникама 1207, Шенкурск - 1315. У 13. веку новгородски трговци су већ стигли до Белог мора. Подручје је било атрактивно на први поглед због трговања крзном. Главни водоток из Новгорода у Сјеверну Двину био је поред реке Волге и њених притока, Шексна , дуж реке Славјанка у језеро Николскоје, одавде низводно дуж реке Порозовице у Кубенско језеро и даље према Сухонаи Сејверној Двини.
Од Сјеверне Двине, било је много путева у сливу реке Мезен (одакле су трговци могли да дођу до слива реке Печори и реке Об). Једна је била узводно од Вичегде и Јаренга реке, а копнено у Вашку. Још једна је била узводно од Вичегде, река Вим, Јелва, затим копнено до Ирве и Мезена. Две друге опције обухватале су узводно Пинегу, а потом и копнено до реке Кулој и Мезен, или користећи реке Пукшенга и Покхенга како би се дишло до Пинега, а потом из Јежуге бродом до Зирианске Јежуге и Вашке. Од Вишегде, трговци су могли директно да изађу на басен реке Печора или преко реке Черија и Ижме или преко Милве.
Од 14. века, Холмогори је била главна трговинска лука на Сјеверној Двини, али је у 17. веку изгубила овај значај од Архангељска. До 1700. године Архангељск је био главна трговинска лука за трговину морске индустрије Русије и Западне Европе, и Сјеверна Двина била је главна трговачка рута која повезује централну Русију са Архангељск. Петар Велики драстично је променио ситуацију, проналаском и оснивањем града Санкт Петербург 1703. године, отварајући пут за трговину Балтичким морима, и изградњом ауто-пута између Санкт-Петербурга и Архангељска преко Каргопола. Река је брзо изгубила своју улогу водеће трговачке руте која је убрзана изградњом железнице између Вологде и Архангељска између 1894. и 1897. године.
Сјеверна Двина била је место неколико битака током Руског грађанског рата, многи су укључивали интервенционистичку војску савезничких снага.
Од 1950-их, Сјеверна Двина се много користи за рафтинг. Тешка комерцијална путничка навигација је у великој мери нестала, а остали су само локални путнички правци. Путничка линија која повезује Котлас и Архангељск не ради од 2005. године.